# Edenhope
Edenhope is een plaats in de Australische deelstaat Victoria en telt 913 inwoners (2006).